# Mediul și orientarea sexuală
Relația dintre mediu și orientarea sexuală este un subiect de cercetare. În studiul orientării sexuale, unii cercetători disting influențele de mediu de influențele hormonale, în timp ce alți cercetători includ influențe biologice, cum ar fi hormonii prenatali, ca parte a influențelor mediului.
Orientare sexuală, identitate de gen și sex, sunt distincte. Oamenii de știință nu știu cauza exactă a orientării sexuale, dar consideră că este rezultatul unei interacțiuni complexe de influențe genetice, hormonale și de mediu.   Spre deosebire de identitatea de orientare sexuală, ei nu văd orientarea sexuală ca o alegere.
Ipotezele pentru impactul mediului social post-natal asupra orientării sexuale sunt slabe, în special pentru bărbați. Nu există dovezi substanțiale care să sugereze că părinții, experiențele din copilărie timpurie, educația influențează orientarea sexuală.    

## Orientare sexuală în comparație cu identitatea de orientare sexuală
Adesea, nu se disting distincțiile de orientare sexuală și de orientare sexuală, ceea ce poate afecta impactul evaluării identității sexuale și dacă orientarea sexuală este sau nu capabilă să se schimbe; identitatea de orientare sexuală se poate schimba de-a lungul vieții individului și poate sau nu se pot alinia cu sexul biologic, comportamentul sexual sau orientarea sexuală reală.   Orientarea sexuală este stabilă și este puțin probabil să se schimbe pentru marea majoritate a oamenilor, dar unele cercetări indică faptul că unele persoane pot experimenta schimbări în orientarea lor sexuală, iar acest lucru este mai probabil pentru femei decât pentru bărbați. Asociația psihologică americană face distincția între orientarea sexuală (o atracție înnăscută) și identitatea de orientare sexuală (care se poate schimba în orice moment al vieții unei persoane). Oamenii de știință și profesioniștii din domeniul sănătății mintale, în general, nu cred că orientarea sexuală este o alegere.  
Asociația Americană de Psihologie afirmă că „orientarea sexuală nu este o alegere care poate fi schimbată după bunul plac și că orientarea sexuală este, cel mai probabil, rezultatul unei interacțiuni complexe de factori de mediu, cognitivi și biologici ... se conturează la o vârstă fragedă... [și dovezile sugerează] că biologic, inclusiv factori hormonali genetici sau înnăscuți, joacă un rol semnificativ în sexualitatea unei persoane ".  Ei spun că „identitatea orientării sexuale - nu orientarea sexuală - pare să se schimbe prin psihoterapie, grupuri de sprijin și evenimente de viață”.  Asociația Americană de Psihiatrie spune că indivizii pot „conștientiza în diferite puncte din viața lor că sunt heterosexuali, gay, lesbiene sau bisexuali” și „se opune oricărui tratament psihiatric, cum ar fi terapia „reparativă”sau „de conversie”, care se bazează pe cu presupunerea că homosexualitatea în sine este o tulburare mentală sau se bazează pe o presupunere prealabilă că pacientul ar trebui să-și schimbe orientarea homosexuală". Cu toate acestea, încurajează psihoterapia afirmativă gay . 

## Nonconformitatea de gen la copil
Cercetătorii au descoperit neconformitatea de gen din copilărie (CGN) (transsexualism) ca fiind cel mai mare predictor al homosexualității la vârsta adultă.    Bărbații gay spun adesea că sunt băieți feminini, iar femeile lesbiene raportează adesea că sunt fete masculine. La bărbați, CGN este un puternic predictor al orientării sexuale la vârsta adultă, dar această relație nu este la fel de bine înțeleasă la femei.    Femeile cu CAH au raportat mai multe comportamente tipice de joc masculine și au arătat un interes mai puțin heterosexual tipic feminin. 
Daryl Bem a propus teoria „exotic devine erotic” (EBE). Bem susține că factorii biologici, cum ar fi hormonii prenatali, genele și neuroanatomia, predispun copiii să se comporte în moduri care nu se conformează sexului lor atribuit la naștere. Copiii neconformiți de gen vor prefera adesea colegi de joacă și activități de sex opus. Acestea devin înstrăinate de grupul lor de de același sex. Pe măsură ce copiii intră în adolescență, „exoticul devine erotic”, unde colegii de același sex nu sunt familiari și necunoscuți, produc excuzie, iar excitația generală devine erotică în timp.
Cu toate acestea, teoria lui Bem a fost criticată în revista Psychological Review, pentru că s-a bazat pe un eșantion non-aleatoriu de bărbați gay din anii 1970 și pentru că a tras concluzii care par a contrazice datele originale.  O „examinare a datelor inițiale a arătat practic toți respondenții erau familiari cu copiii de ambele sexe” și că doar 9% dintre bărbații homosexuali au spus că „nici unul sau doar câțiva” dintre prietenii lor erau bărbați, iar majoritatea bărbaților gay (74% ) a raportat că a avut „un prieten deosebit de apropiat de același sex” în timpul școlii.  De asemenea, se menționează că „71% dintre bărbații homosexuali au raportat că se simt diferiți de alți băieți, dar la fel și 38% dintre bărbații heterosexuali. Diferența pentru bărbații homosexuali este mai mare, dar încă indică faptul că sentimentul diferit față de colegii de același sex a fost comun pentru bărbații heterosexuali ". De asemenea, Bem a recunoscut că bărbații homosexuali au mai multe șanse să aibă frați mai mari, ceea ce părea să contrazică o necunoaștere a bărbaților și a fost criticat pentru faptul că a citat studii interculturale care, de asemenea, „par să contrazică afirmația teoriei EBE”.  
În timp din ce în ce mai multe studii pe gemeni au sugerat că aproape toată asemănarea familială observată pentru orientarea sexuală este atribuită genelor, nu mediul familial.   Proporția adolescenților care raportează atracție între persoane de același sex este semnificativ mai mare decât proporția care raportează experiență sexuală între persoane de același sex. Pe lângă atracție, oportunitatea trebuie să se prezinte. Deoarece oportunitatea este structurată social, așteptarea este că influențele sociale ar trebui să fie mai puternice pentru comportament decât atracția.  
Savanta Lorene Gottschalk sugerează că poate exista o prejudecată de raportare care a influențat rezultatele care leagă neconformitatea de gen din copilărie de homosexualitate. Multe dintre studiile referitoare la legătura dintre CGN și orientarea sexuală sunt realizate retrospectiv, ceea ce înseamnă că adulților li se cere să reflecte asupra comportamentelor lor de copii. Adulții vor reinterpreta adesea comportamentele din copilărie în termenii conceptualizărilor lor actuale despre identitatea de gen și orientarea lor sexuală. Bărbații homosexuali și femeile lesbiene care au susținut o perspectivă biologică asupra sexului și orientării sexuale au avut tendința de a raporta mai multe cazuri de neconformitate de gen din copilărie și să explice aceste comportamente ca manifestări genetice sau biologice timpurii ale orientării lor sexuale. Femeile lesbiene care susțin o perspectivă construcționistă socială asupra identității de gen interpretează adesea GNC-ul copilăriei lor ca o conștientizare a normelor patriarhale și a respingerii rolurilor de gen. Bărbații heterosexuali au mai multe șanse de a reduce GNC, atribuindu-și comportamentele pentru a fi sensibili sau artistici. Reinterpretarea retrospectivă nu invalidează studiile care leagă GNC și orientarea sexuală, dar poate fi luată în considerare modul în care conceptualizarea actuală a identității de gen și a orientării sexuale poate afecta percepțiile copilăriei. 

## Influențe familiale

### General
Unii cercetătorii au furnizat dovezi conform cărora bărbații homosexuali raportează că au avut tați mai puțin iubitori și mai respingători și relații mai strânse cu mamele lor decât bărbații care nu sunt homosexuali. Unii cercetători consideră că acest lucru poate indica faptul că experiențele familiale din copilărie sunt factori determinanți importanți ai homosexualității  sau că părinții se comportă astfel ca răspuns la trăsăturile variante de gen la un copil.   Michael Ruse sugerează că ambele posibilități ar putea fi adevărate în cazuri diferite. 
Din cercetările efectuate pe 275 de bărbați din armata taiwaneză, Shu și Lung au ajuns la concluzia că „protecția paternă și îngrijirea maternă au fost determinate ca fiind principalii factori de vulnerabilitate în dezvoltarea bărbaților homosexuali”. Factorii cheie în dezvoltarea homosexualilor au fost „atașamentul paternal, introversiunea și caracteristicile nevrotice”.  Un studiu a raportat că bărbații homosexuali au raportat relații precoce mai pozitive cu mamele decât femeile homosexuale.  Un studiu american în 2000  a arătat că factorii familiali, care pot fi cel puțin parțial genetici, influențează (dar nu determină) orientarea sexuală. 
Cercetările indică, de asemenea, că bărbații homosexuali au în mod semnificativ mai mulți frați de sex masculin decât femeile homosexuale, care, la rândul lor, au în mod semnificativ mai mulți frați decât bărbații heterosexuali.  Un studiu danez din 2006 a comparat persoanele care au avut o căsătorie heterosexuală față de persoanele care au avut o căsătorie între persoane de același sex. Căsătoria heterosexuală a fost legată semnificativ de părinții tineri, diferențele mici de vârstă între părinți, relații parentale stabile, un număr mare de frați și ordinul de naștere târziu. Copiii care au avut parte de divorț parental sunt mai puțin susceptibili să se căsătorească heterosexual decât cei care cresc în familii intacte. Pentru bărbați, căsătoria între persoane de același sex a fost asociată cu a avea mame mai mari, părinți divorțați, tați absenți și a fi cel mai mic copil. Pentru femei, moartea maternă în timpul adolescenței și a fi singurul sau cel mai mic copil sau singura fată din familie a crescut probabilitatea căsătoriei între persoane de același sex.
Rezultatele obținute dintr-un studiu pe gemeni din același gameți din 2008 au fost în concordanță cu efecte familiale, în primul rând genetice, și efecte moderate până la mari ale mediului nepartajat (social și biologic) asupra comportamentului sexual de același sex; studiul a ajuns la concluzia că, pentru comportamentul sexual de același sex, mediul comun sau familial nu joacă niciun rol pentru bărbați și un rol minor pentru femei.  În schimb, într-un studiu care face analize genetice a 409 de perechi de frați homosexuali, inclusiv gemeni, s-au descoperit dovezi puternice că unii bărbați homosexuali sunt născuți homosexuali. Studiul, inclusiv de aproximativ trei ori mai mulți oameni decât cel mai mare studiu anterior pe acest subiect, indică faptul că este semnificativ mai fiabil din punct de vedere statistic. El leagă orientarea sexuală la bărbați cu două regiuni ale genomului uman care au fost implicate înainte.  Autorul principal al studiului, Alan Sanders, afirmă însă că „trăsăturile complexe, cum ar fi orientarea sexuală, depind de mai mulți factori, atât de mediu cât și genetici”.  O regiune de pe cromozomul X numită Xq28, a fost identificată inițial în 1993 de Dean Hamer de la Institutele Naționale de Sănătate din SUA din Bethesda, Maryland. 

### Ordinea nașterii fraților și orientarea sexuală
Articol principal: Ordinea nașterii fraților și orientarea sexuală la bărbați
Conform mai multor studii, fiecare frate mai mare crește șansele unui bărbat de a dezvolta o orientare homosexuală cu 28–48%. Majoritatea cercetătorilor atribuie acest lucru factorilor de mediu prenatali, cum ar fi hormonii prenatali.    
Uneori a fost numit efectul fratelui mai mare (en. older brother effect). S-a estimat că minim 15% din demografia persoanelor cu orientare homosexuală este asociată cu ordinea nașterii fraților. S-a mai observat că frații mai în vârstă au o greutate la naștere mai mare comparativ cu frații mai tineri. S-a concluzionat, analizându-se comparativ familile cu frați mai mari dar care nu erau născuți din aceeași mamă și corelat și cu faptul că îndemânarea în a fi stângaci, dreptaci sau ambidextru este formată prenatal că orientarea sexuală se formează în timpul sarcinii. Unele studii au luat în calcul și sarcinile pierdute și avorturile.
Efectul fratelui mai mare operează printr-un mecanism biologic în timpul vieții prenatale, nu în timpul copilăriei sau adolescenței și este independent de vârstă, anul nașterii, climă, mediu, cultură, educație, religie, statut socioeconomic, tipul de familie, identitate, rasă, etc..

## Cadru urban
În studiul lor de referință asupra comportamentului sexual din Statele Unite - raportat la Organizația Socială a Sexualității - sociologul Edward Laumann de la Universitatea din Chicago și colegii săi au descoperit că homosexualitatea era pozitiv corelată cu urbanizarea locului de reședință de la vârsta de 14 ani. Corelația a fost mai substanțială la bărbați decât la femei. 
Autorii au emis ipoteza că „orașele mari pot oferi un mediu congenial pentru dezvoltarea și exprimarea interesului de același gen”.   Această idee a fost elaborată mai departe în cartea lui Laumann, The Sexual Organization of the City, care a arătat că exprimarea orientării sexuale depinde de existența „piețelor de parteneri” sau a locurilor în care persoanele cu orientări sexuale specifice se pot reuni și întâlni.

## Istoric de abuz sexual
Asociația Americană de Psihiatrie afirmă: „nu a fost identificată nicio cauză psihosocială sau dinamică specifică familiei pentru homosexualitate, inclusiv istoricul abuzurilor sexuale din copilărie. Abuzul sexual nu pare să fie mai mare sau mai mic ca la copiii care cresc pentru a se identifica ca homosexuali, lesbiene sau bisexuali, decât la copiii care se identifică ca heterosexuali". 
Într-un studiu longitudinal pe 30 de ani publicat în Arhivele Comportamentului Sexual, deși autorii au descoperit că bărbații cu istoric de abuzuri sexuale din copilărie au fost mai predispuși să raporteze că au avut parteneri de același sex, nu au găsit relații „semnificative între abuzul sau neglijarea fizică din copilărie și orientarea sexuală de același sex la vârsta adultă "; Nici bărbații, nici femeile cu istoric de abuz fizic în copilărie, abuz sexual sau neglijență nu au raportat mai mulți parteneri de același sex în anul precedent sau o conviețuire romantică de același sex în comparație cu bărbații și femeile fără astfel de istorii.  Autorii studiului au speculat că „abuzul sexual poate duce la incertitudine în ceea ce privește orientarea sexuală și la o mai mare experimentare cu relații de același sex și opuse”, dar nu să afecteze orientarea sexuală finală.

## Informații corelate
- Hormonii prenatali și orientarea sexuală
- Ordinea nașterii fraților și orientarea sexuală la bărbați
- Comportamentul homosexual la animale
- Orientarea sexuală
- Heterosexualitate
- Homosexualitate
- Intersexualitate